# Presidenti della Provincia di Brindisi
Elenco dei presidenti dell'amministrazione provinciale di Brindisi.

## Regno d'Italia (1927-1946)

### Presidenti della Commissione reale (1927-1929)
| Nº | Nº | Ritratto | Nome               | Mandato         | Mandato        | Partito                    |
| Nº | Nº | Ritratto | Nome               | Inizio          | Fine           | Partito                    |
| -- | -- | -------- | ------------------ | --------------- | -------------- | -------------------------- |
| 1  |    |          | Antonio Mancarella | 19 gennaio 1927 | 28 aprile 1929 | Partito Nazionale Fascista |

### Presidi del Rettorato (1929-1944)
| Nº | Nº | Ritratto | Nome                                               | Mandato          | Mandato          | Partito                    |
| Nº | Nº | Ritratto | Nome                                               | Inizio           | Fine             | Partito                    |
| -- | -- | -------- | -------------------------------------------------- | ---------------- | ---------------- | -------------------------- |
| 1  |    |          | Simone Giuseppe                                    | 28 aprile 1929   | 15 novembre 1937 | Partito Nazionale Fascista |
| 2  |    |          | Giovanni De Simone                                 | 15 novembre 1937 | 2 gennaio 1940   | Partito Nazionale Fascista |
| –  |    |          | Pier Paolo Pietrabissa (Commissario straordinario) | 2 gennaio 1940   | 8 gennaio 1941   | Partito Nazionale Fascista |
| –  |    |          | Giacomo Perrone (Commissario prefettizio)          | 8 gennaio 1941   | 8 febbraio 1942  | Partito Nazionale Fascista |
| –  |    |          | Giuseppe Gazzilli (Commissario prefettizio)        | 8 febbraio 1942  | 9 novembre 1942  | Partito Nazionale Fascista |
| –  |    |          | Lorenzo Mugnozza (Commissario prefettizio)         | 9 novembre 1942  | 4 ottobre 1943   | Partito Nazionale Fascista |
| –  |    |          | Teodoro De Castro (Commissario prefettizio)        | 4 ottobre 1943   | 14 giugno 1944   | —                          |

## Italia repubblicana (dal 1946)

### Presidenti della Deputazione provinciale (1944-1951)
| Nº | Nº | Ritratto | Nome                                      | Mandato           | Mandato           | Partito |
| Nº | Nº | Ritratto | Nome                                      | Inizio            | Fine              | Partito |
| -- | -- | -------- | ----------------------------------------- | ----------------- | ----------------- | ------- |
| 1  |    |          | Giovanni Stefanelli                       | 14 giugno 1944    | 12 aprile 1947    |         |
| –  |    |          | Giuseppe Nicoly (Commissario prefettizio) | 12 aprile 1947    | 30 settembre 1948 | —       |
| 2  |    |          | Antonio Perrino                           | 30 settembre 1948 | 1951              |         |

### Presidenti della Provincia (dal 1951)

#### Eletti dal Consiglio provinciale (1951-1995)
| Nº  | Nº | Ritratto | Nome                                         | Mandato          | Mandato          | Partito                     |
| Nº  | Nº | Ritratto | Nome                                         | Inizio           | Fine             | Partito                     |
| --- | -- | -------- | -------------------------------------------- | ---------------- | ---------------- | --------------------------- |
| 1   |    |          | Antonio Perrino                              | 1951             | 11 aprile 1961   |                             |
| 2   |    |          | Vincenzo Fiori                               | 11 aprile 1961   | 15 febbraio 1965 |                             |
| 3   |    |          | Vincenzo Palma                               | 15 febbraio 1965 | 5 ottobre 1970   |                             |
| 4   |    |          | Ubaldo Rini                                  | 5 ottobre 1970   | 16 dicembre 1975 |                             |
| 5   |    |          | Francesco Clarizia                           | 16 dicembre 1975 | 29 dicembre 1984 |                             |
| –   |    |          | Arcangelo Li Calzi (Commissario prefettizio) | 29 dicembre 1984 | 18 ottobre 1985  | —                           |
| 6   |    |          | Nicola Melpignano                            | 18 ottobre 1985  | 7 novembre 1987  | Democrazia Cristiana        |
| 7   |    |          | Luigi De Michele                             | 7 novembre 1987  | 11 agosto 1990   | Partito Socialista Italiano |
| 8   |    |          | Vito Punzi                                   | 11 agosto 1990   | 7 febbraio 1991  | Partito Comunista Italiano  |
| 9   |    |          | Cosimo Verola                                | 7 febbraio 1991  | 11 ottobre 1991  | Democrazia Cristiana        |
| (7) |    |          | Luigi De Michele                             | 11 ottobre 1991  | 9 aprile 1993    | Partito Socialista Italiano |
| 10  |    |          | Giuseppe Santoro                             | 9 aprile 1993    | 23 giugno 1993   | Partito Socialista Italiano |
| (7) |    |          | Luigi De Michele                             | 23 giugno 1993   | 24 aprile 1995   | Partito Socialista Italiano |

#### Eletti direttamente dai cittadini (1995-2014)
| Nº | Nº             | Ritratto       | Nome                                        | Mandato         | Mandato         | Partito                         | Elezione |
| Nº | Nº             | Ritratto       | Nome                                        | Inizio          | Fine            | Partito                         | Elezione |
| -- | -------------- | -------------- | ------------------------------------------- | --------------- | --------------- | ------------------------------- | -------- |
| 11 |                |                | Nicola Frugis                               | 7 giugno 1995   | 14 giugno 1999  | Forza Italia                    | 1995     |
| 11 | 14 giugno 1999 | 28 giugno 2004 | Nicola Frugis                               | 1999            |                 | Forza Italia                    |          |
| 12 |                |                | Michele Errico                              | 28 giugno 2004  | 23 giugno 2009  | Indipendente di centro-sinistra | 2004     |
| 13 |                |                | Massimo Ferrarese                           | 23 giugno 2009  | 23 ottobre 2012 | Indipendente di centro-sinistra | 2009     |
|    |                |                | Cesare Castelli (Commissario straordinario) | 23 ottobre 2012 | 13 ottobre 2014 | —                               | —        |

#### Eletti dai sindaci e consiglieri della provincia (dal 2014)
| Nº | Ritratto        | Ritratto     | Nome                                               | Mandato         | Mandato          | Partito                         | Elezione |
| Nº | Ritratto        | Ritratto     | Nome                                               | Inizio          | Fine             | Partito                         | Elezione |
| -- | --------------- | ------------ | -------------------------------------------------- | --------------- | ---------------- | ------------------------------- | -------- |
| 14 |                 |              | Maurizio Bruno                                     | 13 ottobre 2014 | 4 dicembre 2017  | Partito Democratico             | 2014     |
| 14 |                 |              | Domenico Tanzarella (Consigliere facente funzioni) | 4 dicembre 2017 | 31 ottobre 2018  | Partito Socialista Italiano     | 2014     |
| 15 |                 |              | Riccardo Rossi                                     | 31 ottobre 2018 | 31 dicembre 2021 | Indipendente di sinistra        | 2018     |
| –  |                 |              | Toni Matarrelli (Vicepresidente facente funzioni)  | 1º gennaio 2022 | 6 marzo 2022     | Indipendente di centro-sinistra | 2018     |
| 16 | Toni Matarrelli | 6 marzo 2022 | in carica                                          | 2022            |                  | Indipendente di centro-sinistra |          |